# العلاقات الفانواتية الليختنشتانية
العلاقات الفانواتية الليختنشتانية هي العلاقات الثنائية التي تجمع بين فانواتو وليختنشتاين.

## مقارنة بين البلدين
هذه مقارنة عامة ومرجعية للدولتين:
| وجه المقارنة                                              | فانواتو                                  | ليختنشتاين                                 |
| --------------------------------------------------------- | ---------------------------------------- | ------------------------------------------ |
| المساحة (كم2)                                             | 12.19 ألف                                | 16                                         |
| عدد السكان (نسمة)                                         | 276.24 ألف                               | 37.47 ألف                                  |
| الكثافة السكانية (ن./كم²)                                 | 22.66                                    | 234.19 ألف                                 |
| العاصمة                                                   | بورت فيلا                                | فادوتس                                     |
| اللغة الرسمية                                             | اللغة البسلاما، لغة فرنسية، لغة إنجليزية | اللغة الألمانية                            |
| العملة                                                    | فاتو فانواتي                             | فرنك سويسري                                |
| الناتج المحلي الإجمالي (بليون دولار)                      | 862.88 مليون                             | 6.29 مليار                                 |
| الناتج المحلي الإجمالي (تعادل القوة الشرائية) بليون دولار | 790.76 مليون                             |                                            |
| الناتج المحلي الإجمالي الاسمي للفرد دولار أمريكي          | 2.81 ألف                                 |                                            |
| الناتج المحلي الإجمالي للفرد دولار أمريكي                 | 3.03 ألف                                 |                                            |
| مؤشر التنمية البشرية                                      | 0.594                                    | 0.908                                      |
| رمز المكالمات الدولي                                      | +678                                     | +423                                       |
| رمز الإنترنت                                              | .vu                                      | .li                                        |
| المنطقة الزمنية                                           | ت ع م+11:00                              | توقيت وسط أوروبا، ت ع م+01:00، ت ع م+02:00 |

## منظمات دولية مشتركة
يشترك البلدان في عضوية مجموعة من المنظمات الدولية، منها:
| علم المنظمة | اسم المنظمة                  | تاريخ انضمام فانواتو | تاريخ انضمام ليختنشتاين |
| ----------- | ---------------------------- | -------------------- | ----------------------- |
|             | الاتحاد البريدي العالمي      | ?                    | ?                       |
|             | الاتحاد الدولي للاتصالات     | 30 مارس 1988         | 25 يوليو 1963           |
|             | منظمة حظر الأسلحة الكيميائية | ?                    | ?                       |
|             | منظمة التجارة العالمية       | ?                    | ?                       |
|             | الأمم المتحدة                | 15 سبتمبر 1981       | 18 سبتمبر 1990          |